# Nyíracsád
Nyíracsád é um município da Hungria, situado no condado de Hajdú-Bihar. Tem 74,92 km² de área e sua população em 2015 foi estimada em 3.800 habitantes.